# Templo do Sol Invicto
Templo do Sol Invicto foi um templo da Roma Antiga dedicado pelo pelo imperador Aureliano (r. 270-275) ao deus Sol Invicto em 275 cumprindo uma promessa feita por ocasião da conquista de Palmira em 272. Não resta nenhum vestígio dele.
Através das fontes sabe-se que ele ficava no chamado Campo de Agripa (em latim: Campus Agrippae), na Regio VII Via Lata e que era composto por dois grandes pórticos decorados com os espólios da guerra contra o Império de Palmira. A localização coincide com a moderna Piazza di San Silvestro, perto da igreja de San Silvestro in Capite.

## Descrição
Um primeiro pátio (55 x 75 metros) era todo rodeado por arcadas e tinha os lados mais curtos constituídos por dois semi-círculos com as paredes ornadas por duas ordens de colunas emoldurando nichos; as passagens em arco eram emolduradas por colunas gigantes. Um ambiente quadrado menor (15 x 15 metros) separava este pátio de um segundo ainda mais amplo (130 x 90 metros), também rodeado por arcadas, no mesmo eixo, com três nichos retangulares abertos nos três lados mais longos (os dois laterais de cada lado, maiores, com passagens através de duas colunas e com uma pequena abside) e outros três nichos no lado mais curto de  fundo, sendo o central semi-circular e os dois laterais, retangulares, todos eles com passagens marcadas por duas colunas. No centro do segundo pátio, Andrea Palladio desenhou um templo circular, sem medidas e diferente de toda a estrutura, o que indica que era, provavelmente, uma invenção do arquiteto inspirada pelo modelo do Templo de Hércules em Tivoli. 
O antigo Arco de Portugal provavelmente era uma das entradas do complexo. O eixo principal da estrutura em relação à Via Lata é tema de discussões ainda hoje. No local estava o depósito da "vina fiscalia", o vinho vendido a preços subsidiados para a plebe de Roma a partir da época de Aureliano.

## Culto
Para oficiar no local foi instituído um colégio de pontifices (Dei) Solis. Além disso, o imperador determinou a realização de jogos anuais com corridas no Circo Máximo e quadrienais (agon Solis) no final da Saturnália.